# Роскартография
«Роскартогра́фия» — российская государственная компания, существовавшая с 2012 по 2023 гг. Была образованна в соответствии с указом Президента Российской Федерации от 12 марта 2012 года № 296 в целях сохранения, развития и обеспечения эффективного использования научно-производственного потенциала унитарных предприятий, осуществляющих деятельность в области геодезии и картографии, и удовлетворения потребностей Российской Федерации в картографической, навигационной и геодезической продукции.

## История
Компания создана на базе федерального государственного унитарного предприятия «Московское аэрогеодезическое предприятие» (МАГП). Согласно указу Президента, к «Роскартографии» относятся также 32 других предприятия картографо-геодезической отрасли, включая топографо-геодезические предприятия, производственное картосоставительское объединение (ПКО) «Картография», картографические фабрики (список см. в приложении к указу).

## Собственики
100% акций до упразднения принадлежали Российской Федерации.

## Деятельность
Приоритетное направление деятельности «Роскартографии» — осуществление им геодезической и картографической деятельности в интересах органов государственной власти Российской Федерации, а также в целях обеспечения обороноспособности и безопасности государства. Предусмотрено включение этого акционерного общества в перечень стратегических предприятий и стратегических акционерных обществ, утвержденный указом Президента Российской Федерации от 4 августа 2004 г. № 1009 «Об утверждении перечня стратегических предприятий и стратегических акционерных обществ».
Основные направления деятельности
- создание государственных спутниковых и наземных геодезических сетей ВГС, СГС-1, ГГС, ГВО, городских, каркасных сетей, сетей сгущения и опорно-межевых сетей
- геодинамические исследования;
- топографическая съёмка и съёмка подземных коммуникаций;
- создание ортофотопланов;
- создание и обновление цифровых топографических карт и планов всего масштабного ряда (1:500 — 1:1000000);
- создание тематических и специальных, в том числе кадастровых карт, планов и карт открытого пользования;
- подготовка исходных данных для внесения сведений в государственный кадастр объектов недвижимости;
- территориальное землеустройство, включая образование новых и упорядочение существующих объектов землеустройства, межевание объектов землеустройства;
- землеустроительные работы с целью отвода земель для различных нужд;
- создание цифровой картографической основы для ГИС разных уровней и тематики;
- уравнивание пространственных, плановых и высотных геодезических сетей любой сложности и протяжённости;
- расчёт, согласование и внедрение местных систем координат;
- преобразование координат из любой системы в любую вне зависимости от объёма исходной информации;
- преобразование цифровых карт в форматах AutoCAD, MapInfo, MicroStation, Панорама и др. из любой системы координат в любую;
- разработка прикладного ПО и СУБД для выполнения различных геодезических задач